# 胡本耀
胡本耀，中华人民共和国政治人物、外交官。
1989年，接替杨成绪，担任中华人民共和国驻奥地利大使。1994年，由王延义接任。